# Lju Dzongjuan
Lju Dzongjuan (pinjin: Liu Zongyuan), kitajski pisatelj in pesnik, * 773, Jongdži, Šanši, † 28. november 819.
Velja za začetnika kitajskega proznega gibanja.